# Держакова зброя

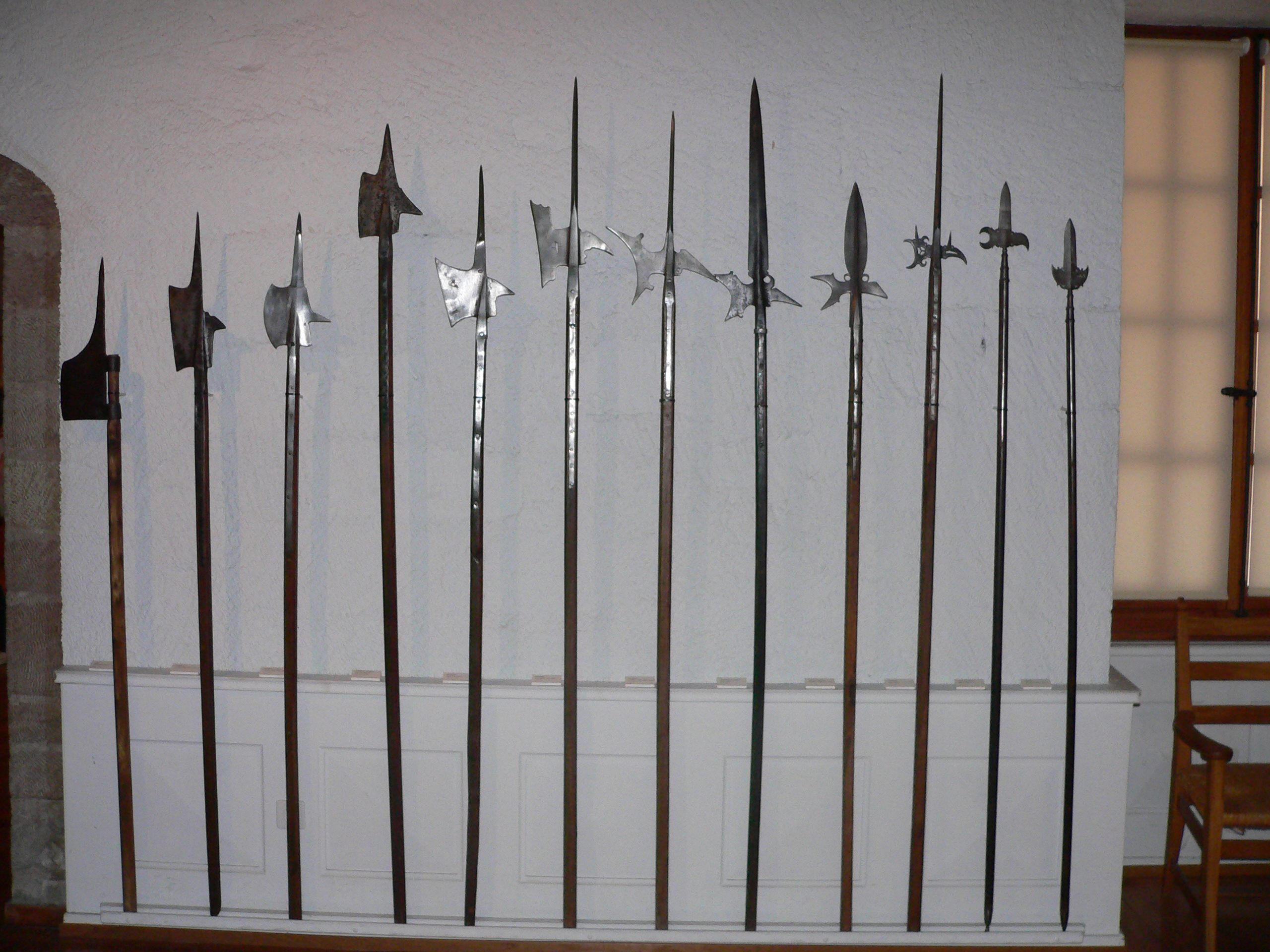
Різні алебарди

Держакова зброя, також древкова зброя — різновид ручної холодної зброї, яка характеризується наявністю протяжного руків'я — держака (древка), на якому міцно і нерухомо закріплена бойова частина.

## Держак
Як правило, він дерев'яний (в Азії також бамбуковий), у вигляді стержня круглого або овального перетину (бувають і винятки). В Україні також носить назви ратище, древко. Держак може оковуватися металом або мати лангети (від фр. languettes — «язички») — металеві смуги-накладки для посилення та захисту від перерубання противником; може обмотуватися шнурами або ременями для збільшення тертя при утриманні або мати петлю для руки; може мати центральну втулку або круглий щиток для руки («рондаш», rondache); може бути всіяним шипами для захисту від захоплення противником.
Держакова зброя підрозділяється по довжині держака:
- Короткодержакове — до 120 см.
- Середньодержакове — 120—250 см.
- Довгодержакове — від 250 см.

Наконечник або бойова частина може кріпитися до держака різними способами, залежно від свого типу. Частіше — за допомогою хвостовика чи втулки, а також вдягатися крізь отвір (провушину) і фіксуватися. На протилежному кінці держака іноді може бути невеликий додатковий наконечник — для упора в землю і як додатковий вражаючий елемент.
Крім зброї держак може використовуватися для кріплення на ньому полотнища прапора, прапора, хоругви тощо. При цьому невеликі прапорці або вимпели можуть носитися безпосередньо на списах або піках. Від початкових списів держаки прапорів успадкували подібні їм наконечники.

## Типологія

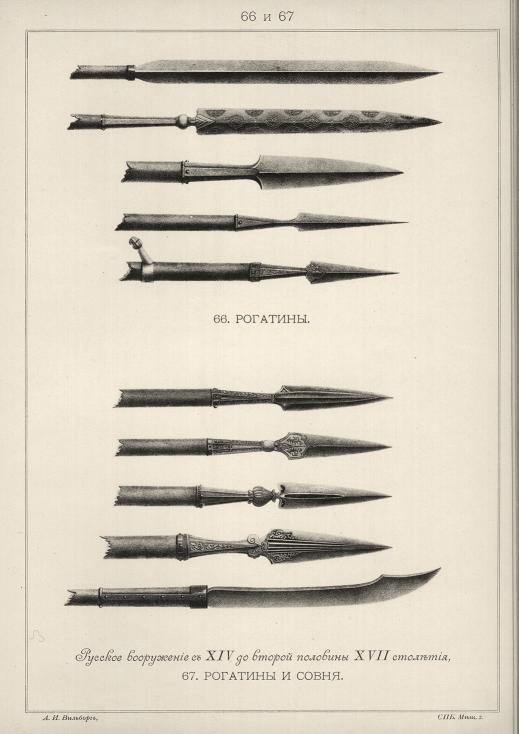
Рогатини і совня

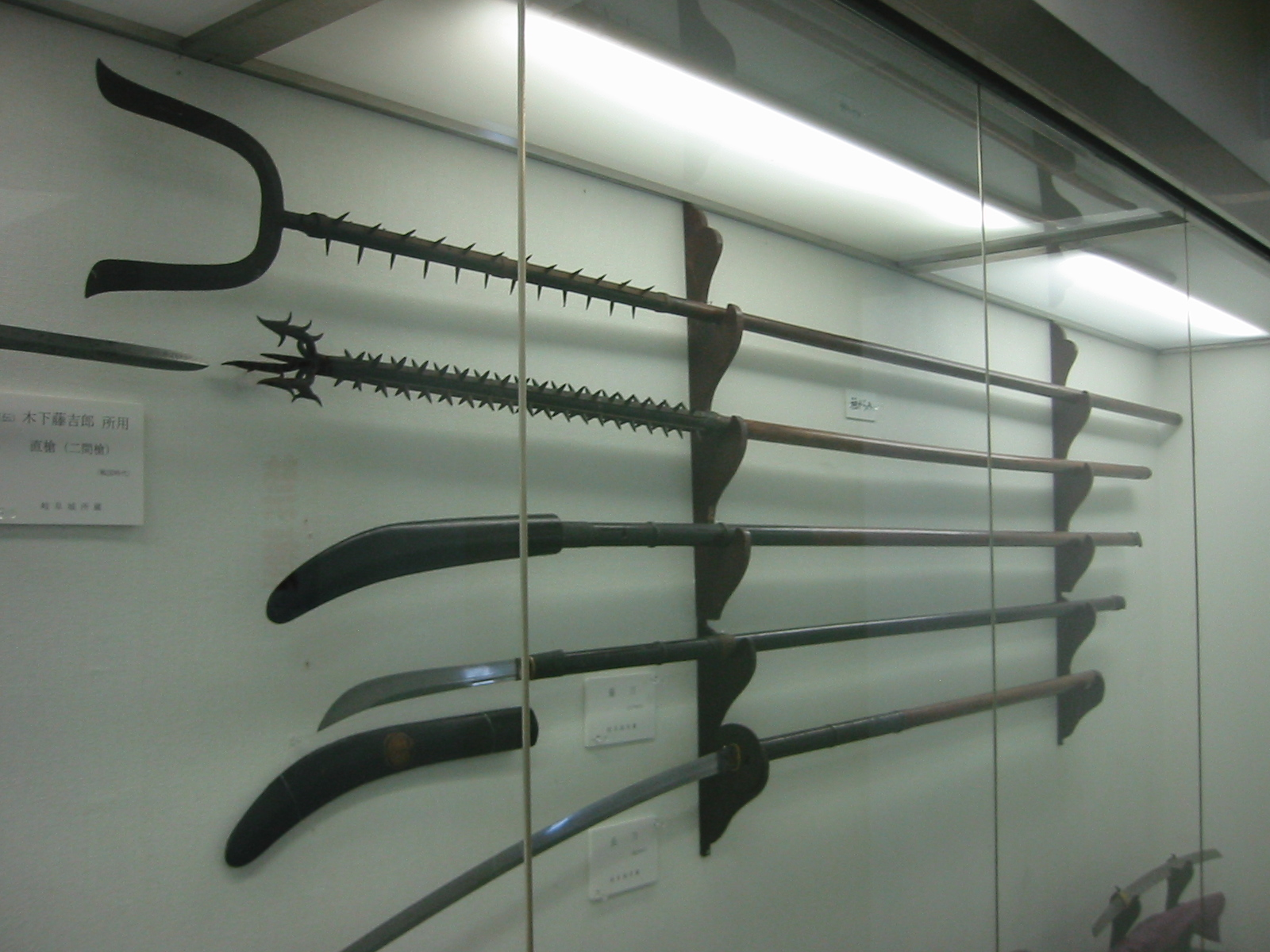
Сасумата, содегарамі, дві нагинати, нагамакі

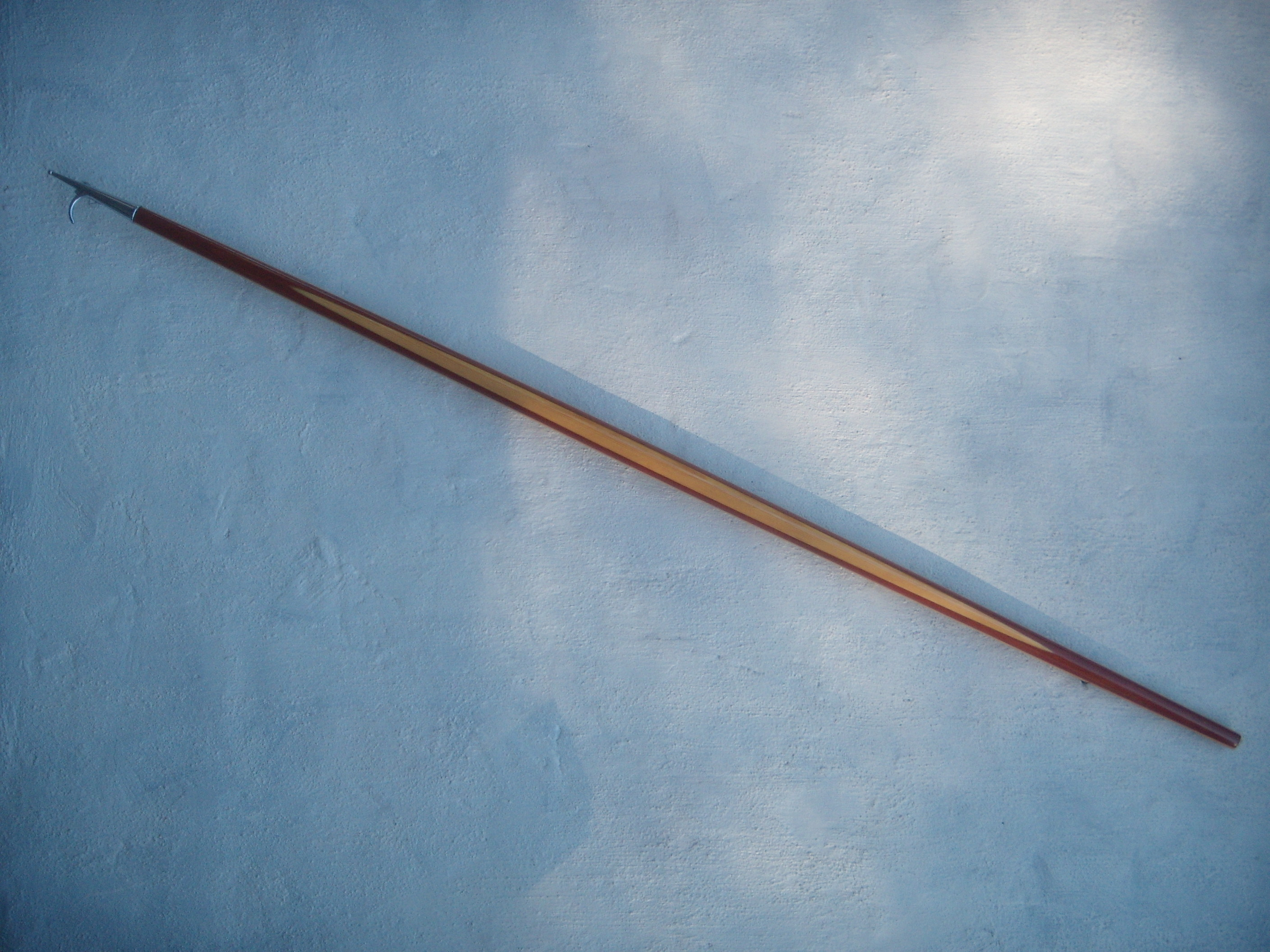
Багор

Древкова зброя — один з найдавніших інструментів. А першим його типом, ймовірно, був найпростіший спис, який спочатку являв собою загострену палицю. Його виникнення відносять до палеоліту. У такого списа вістря обпалювали на вогні для надання йому міцності. Потім, в епоху мезоліту 12-17 тис. років тому, він був забезпечений кістяними і кам'яними наконечниками. Вони призначалися для полювання, тому до кінця палеоліту відносять появу нового типу держака зброї — гарпуна з зазубреним кістяним наконечником, зручним для полювання на водяних тварин. З'являються і різні різновиди списів, зокрема — легкі дротики, зручні для метання. Пізніше робляться металеві наконечники. У підсумку в історії зброї відомо про велику різноманітність списів: піка, ланс, сариса, сулиця, рогатина, ассегай, джид, пілум тощо
Бойові сокири — короткодержакова зброя. Свій початок ведуть від робочих сокир, що пристосовуються для бою. Вони відрізнялися провушним способом кріплення до руків'я. З часом вони розділилися на кілька видів, кожен з яких був призначений для своїх цілей. При подовженні руків'я з'явилися сокири, середньодержакові бердиші. Разом з тим йшов розвиток і в іншу сторону, спрямовану на збільшення пробивних властивостей, він приводив до звуження бойової частини, так з'явилися чекани і клевці. Їх іноді класифікують як бойові молоти, що цілком справедливо, оскільки вони представляють собою саме ударно-розбиваючу держакову зброю з провушним способом кріплення наконечника до руків'я.
Однак бойові молоти не зобов'язані мати дзьоб-пробійник. Вони можуть мати подібний з палицею або булавою приголомшуючий і роздрібнючий принцип дії. Сама булава також є різновидом короткодержакової зброї, із характерною закріпленою на руків'ї бойовою частиною. Булави з кам'яним навершенням відносяться до неоліту, потім вони стають металевими і набувають різноманітних форм. Серед них булави з шипами, моргенштерни, багатолопатні булави. А ось бойовий ціп і обушок, хоча і мають руків'я, до держакової зброї не належать, бо відрізняються рухомою бойовою частиною.
З сільськогосподарської коси з'явився інший тип держакової зброї — бойова коса. Наконечник у ній був не перпендикулярний, а співнаправлений з держаком. Тому така зброя мала колючо-ріжучу і рублячо-ріжучу дію. Європейським типом такої зброї є глефа і її різновиди. Але виводити всю подібну зброю від коси не можна. Наприклад, російська совня вважається різновидом рогатини, китайські гуань дао і японські нагіната — клинком меча (шаблі), що жорстко закріплений на руків'ї списа.
Спис міг доповнюватися іншими елементами. Наприклад, під час додавання гака з'явився бойовий багор. У середньовічній Європі з'явився особливий тип держакової зброї, що є об'єднанням списа, сокири, а нерідко і чекана — алебарда. Від знаряддя для підрізання гілок з'явилася гвізарма, схожа на бойовий багор, але від нього вона відрізняється заточуванням.
Від тризуба рибальської остроги виник бойовий тризубець. Від сільськогосподарських вил — бойові, хоча особливою популярності ця зброя не мала. До інших типів рідкісної держакової зброї належить бойовий рогач і навіть бойові граблі.